# Keegan Kolesar
Keegan Kolesar (* 8. April 1997 in Brandon, Manitoba) ist ein kanadischer Eishockeyspieler, der seit Juni 2017 bei den Vegas Golden Knights aus der National Hockey League (NHL) unter Vertrag steht und dort auf der Position des rechten Flügelstürmers spielt. Mit den Golden Knights gewann Kolesar, der den Spielertyp des Power Forwards verkörpert und im NHL Entry Draft 2015 von den Columbus Blue Jackets ausgewählt worden war, im Jahr 2023 den Stanley Cup.

## Karriere

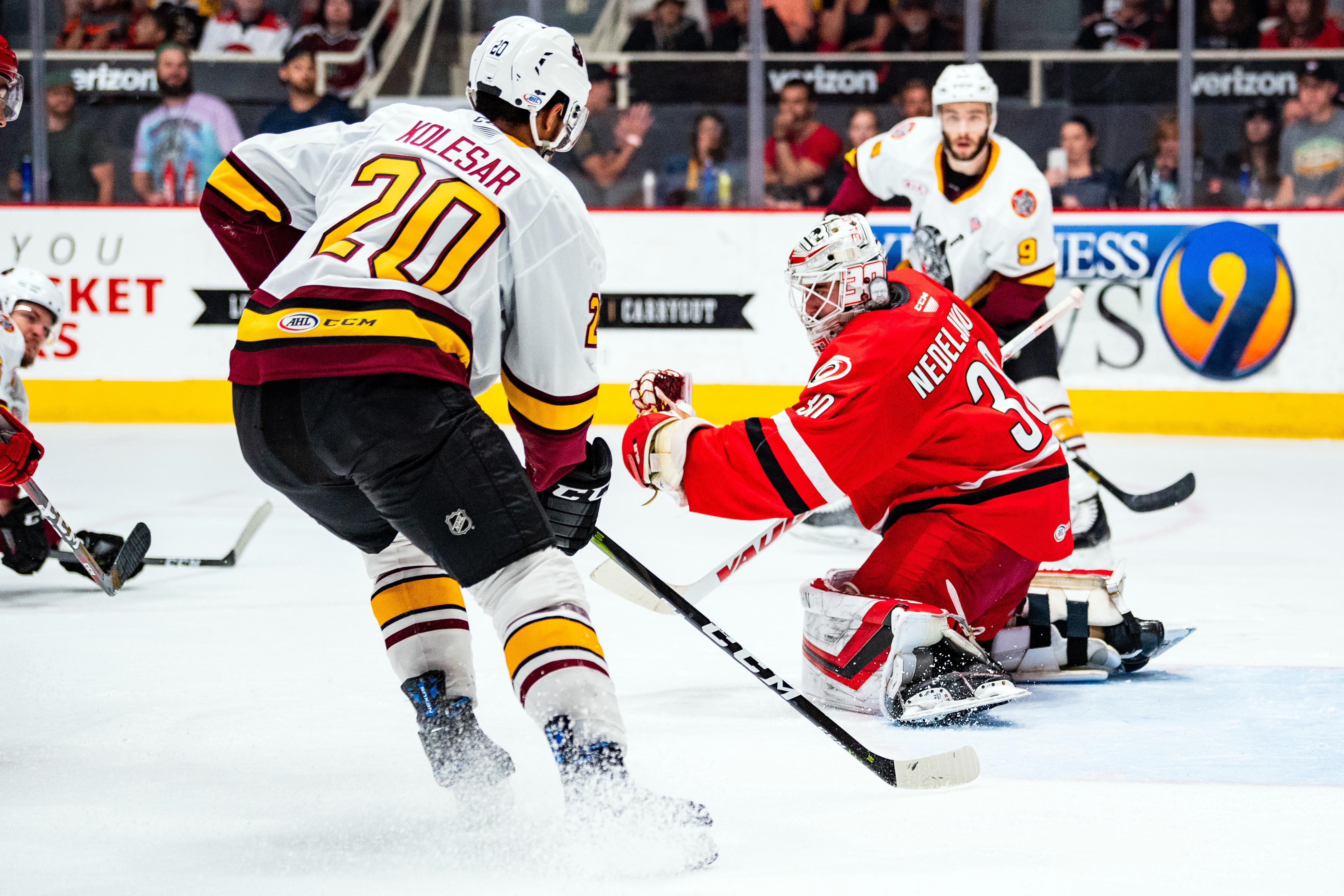
Kolesar im Trikot der Chicago Wolves bei den Finalspielen um den Calder Cup (2019)

Kolesar verbrachte seine Juniorenzeit mit Beginn der Saison 2014/15 bei den Seattle Thunderbirds in der Western Hockey League (WHL), nachdem er zuvor für Jugendmannschaften in Winnipeg, der Hauptstadt seiner Heimatprovinz Manitoba, gespielt hatte. Der Stürmer verbrachte vier Spielzeiten im Trikot der Thunderbirds und entwickelte sich in diesem Zeitraum, nachdem er im NHL Entry Draft 2015 in der dritten Runde an 69. Stelle von den Columbus Blue Jackets aus der National Hockey League (NHL) ausgewählt worden war, zu einem wichtigen Stützpfeiler des Teams, das im Frühjahr 2017 den Ed Chynoweth Cup gewann. Als Topscorer der Playoffs mit 31 Scorerpunkten hatte Kolesar maßgeblichen Anteil am Erfolg, während sein Mannschaftskollege Mathew Barzal als WHL Playoff MVP ausgezeichnet wurde. In der regulären Saison seiner letzten beiden Juniorenjahre hatte der Power Forward jeweils die Marke von 60 Scorerpunkten knapp überboten.
Noch bevor Kolesar in den Profibereich wechselte, wurde er im Juni 2017 von den Columbus Blue Jackets an die Vegas Golden Knights abgegeben, die ihn im Rahmen des NHL Entry Draft 2017 für ein Zweitrunden-Wahlrecht in dieser Talentziehung erworben hatten. Bei den Blue Jackets hatte der Kanadier initial im Dezember 2015 einen NHL-Einstiegsvertrag unterschrieben, den die Golden Knights damit übernahmen. Vegas setzte den Angreifer mit Beginn der Spielzeit 2017/18 bei seinen Kooperationspartnern ein, sodass er im Saisonverlauf sowohl bei den Chicago Wolves in der American Hockey League (AHL) als auch den Quad City Mallards in der ECHL zu Einsätzen kam. Ab der Saison 2018/19 spielte Kolesar ausschließlich für Chicago, mit denen er im Verlauf der Playoffs dieses Spieljahres bis ins Finale um den Calder Cup vordrang. Dort unterlagen die Wolves den Charlotte Checkers nach Spielen deutlich mit 1:4. Nach einer weiteren Saison in Chicago, in der er auch sein NHL-Debüt für die Vegas Golden Knights gefeiert hatte, wurde sein Vertrag im Oktober 2020 um zwei Jahre verlängert.
Vor dem Hintergrund der COVID-19-Pandemie gelang Kolesar zur Spielzeit 2020/21 der endgültige und feste Sprung ins NHL-Aufgebot. Nachdem sein Arbeitspapier im September 2022 abermals – und diesmal um drei Jahre – verlängert worden war, gewann er mit den Vegas Golden Knights am Ende der Stanley-Cup-Playoffs 2023 die gleichnamige Trophäe.

### International
Im Juniorenbereich nahm Kolesar mit der Auswahlmannschaft der westlichen kanadischen Provinzen an der World U-17 Hockey Challenge im Januar 2014 teil. Dort belegte er mit der Mannschaft den neunten und damit vorletzten Platz. Als Assistenzkapitän war er mit vier Scorerpunkten bei fünf Einsätzen der zweitbeste Punktesammler seiner Mannschaft.

## Erfolge und Auszeichnungen
- 2017 Ed-Chynoweth-Cup-Gewinn mit den Seattle Thunderbirds
- 2017 Topscorer der WHL-Playoffs
- 2023 Stanley-Cup-Gewinn mit den Vegas Golden Knights

## Karrierestatistik
Stand: Ende der Saison 2024/25

### International
Vertrat Kanada bei:
- World U-17 Hockey Challenge Januar 2014

(Legende zur Spielerstatistik: Sp oder GP = absolvierte Spiele; T oder G = erzielte Tore; V oder A = erzielte Assists; Pkt oder Pts = erzielte Scorerpunkte; SM oder PIM = erhaltene Strafminuten; +/− = Plus/Minus-Bilanz; PP = erzielte Überzahltore; SH = erzielte Unterzahltore; GW = erzielte Siegtore; 1 Play-downs/Relegation; Kursiv: Statistik nicht vollständig)